# Opéra de Monaco

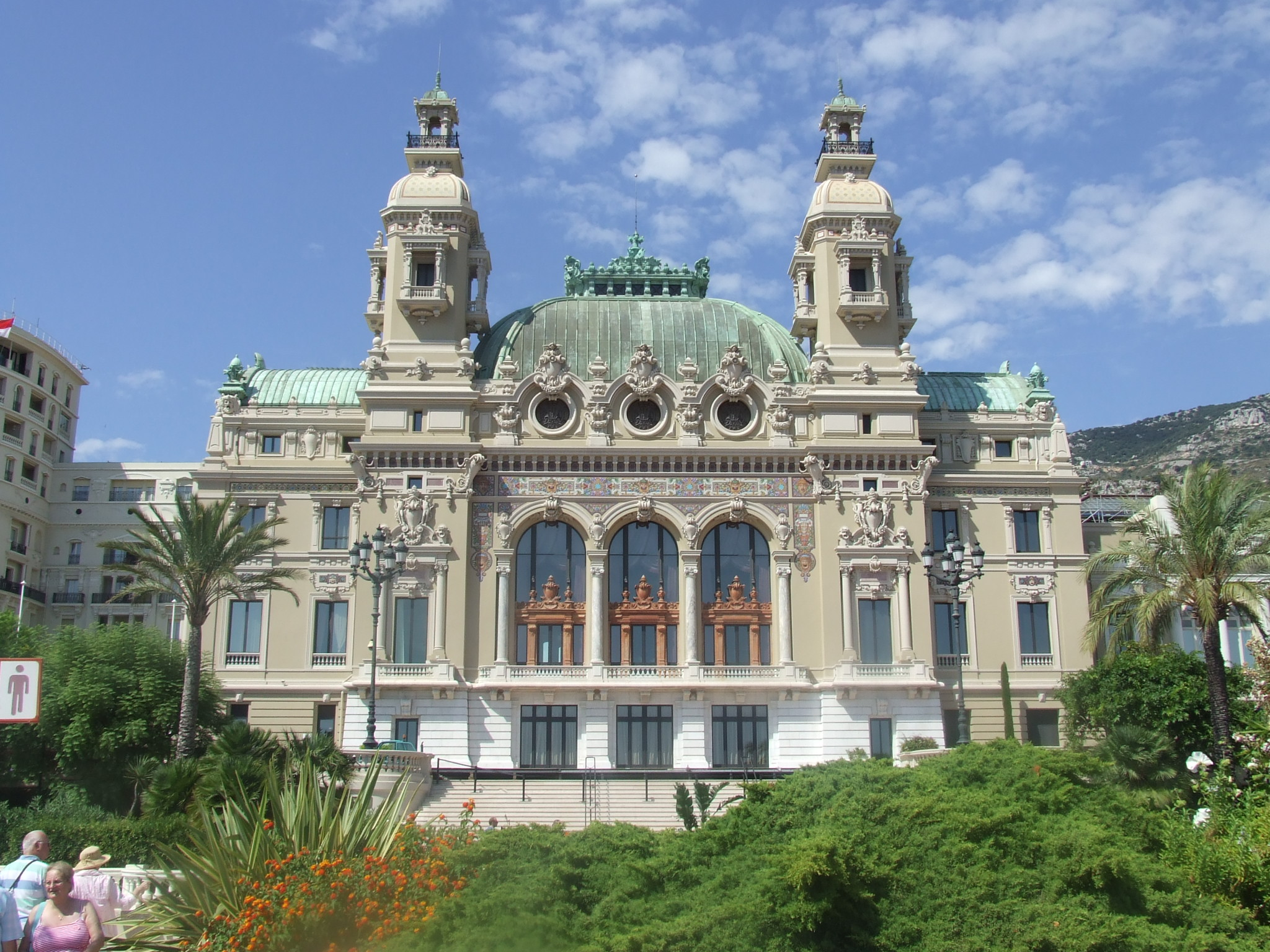
L’Opéra de Monte-Carlo, Salle Garnier

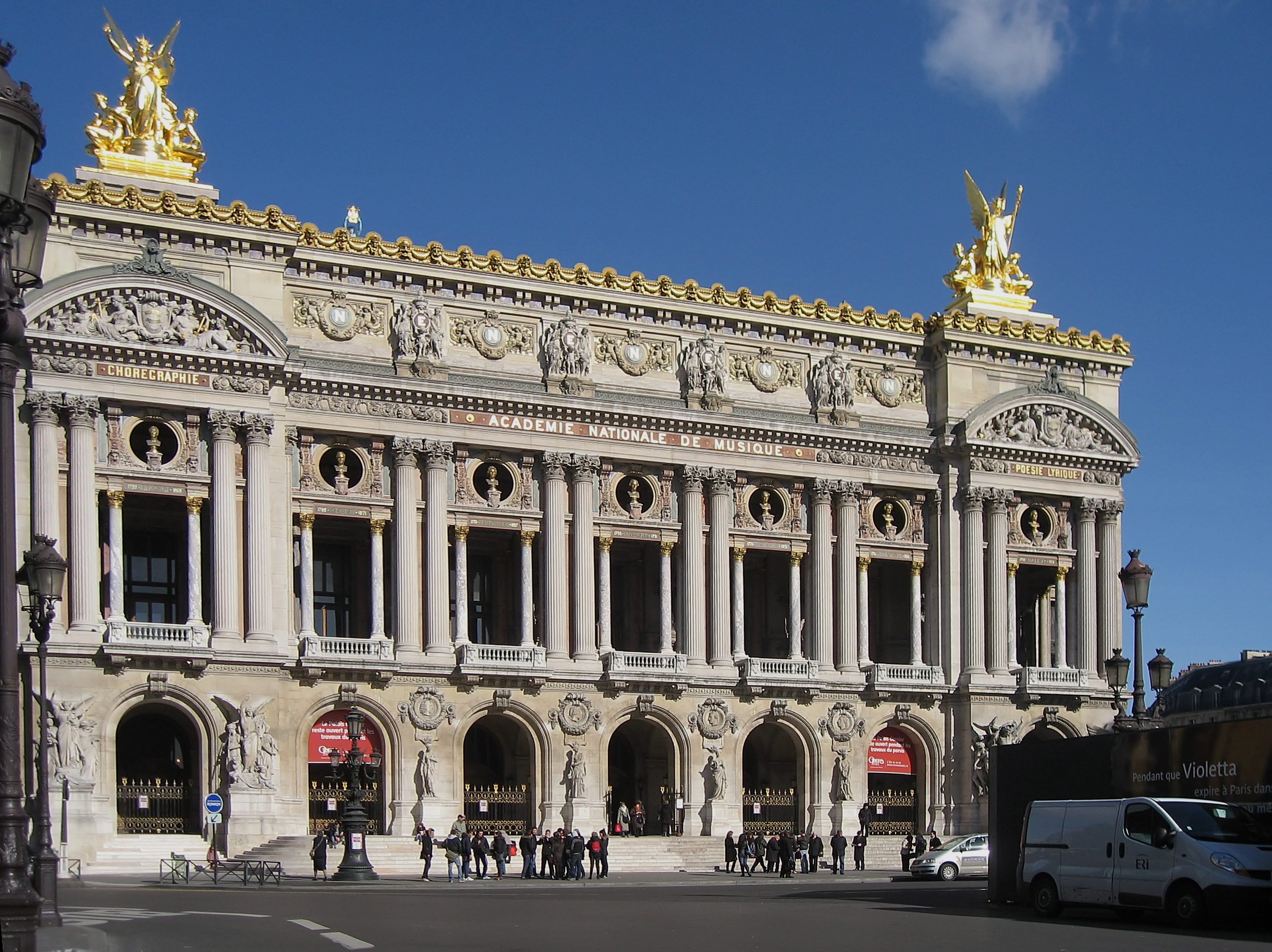
Pariser Garnier Oper

Opéra de Monaco, auch als Opéra de Monte Carlo und Grand Théâtre de Monte Carlo bezeichnet, ist das Opernhaus im Fürstentum Monaco. Es ist ein neumanieristischer Bau des Architekten Charles Garnier.

## Geschichte
Fürst Charles III. ließ mit der Société des bains de mer (SBM) im Jahr 1878 das Opernhaus als einen prunkvollen Erweiterungsbau des Kasinos bauen. Der Stadtteil, den der regierende Fürst umgestaltete, war am 1. Juli 1866 nach ihm Monte Carlo benannt worden. 2000 Arbeiter waren Tag und Nacht tätig. Nach acht Monaten und 16 Tagen war die Großbaustelle fertig. Garnier standen seine Mitarbeiter aus Paris auch in Monaco zur Seite. Jules Thomas fertigte die Skulpturen in den inneren Gewölbezwickeln, Jean Gautherin den Szenenrahmen, Felix Chabaud die Flachreliefs der Pilaster. Weitere beteiligte Künstler waren Gustave Doré, Charles Henri Joseph Cordier, Seraph Denécheau und für die Malerei Gustave Boulanger. Im Jahr 1879 wurde der Salle Garnier als privates Theater des Fürsten und seiner Familie eröffnet. Dieser Saal soll eine Replik en miniature der 1860 bis 1875 erbauten, im Auftrag Napoleon III. begonnenen Pariser Oper (Opéra Garnier) sein. Den Außenfassaden nach zu urteilen, hat Garnier für jedes Bauwerk eine individuelle Lösung geschaffen.
Die Fassade des Garnier-Saals ist zum Port Hercule, dem Hafen, gewandt. Zum Fassadenschmuck gehören verschiedene skulptierte Elemente und Mosaiken von Facchina in Venedig. Drei große Arkaden tragen die 35 Meter hohe Kuppel. Sie ist aus Kupfer, wird durch ein von Gustave Eiffel entworfenes Stahlgerüst gestützt und von zwei Laternen bekrönten Türmen flankiert. Die Grundmauern bestehen aus Steinen aus la Turbie. An den Mittelteil schließt sich nach Osten und Westen je ein Flügel an. Im westlichen liegt der für den „Prince Souverain“ geschützte Eingang. Der 2000 m² große und 25 Meter hohe Zuschauersaal verfügt über 524 Sitzplätze. Er wurde am 25. Januar 1879 eröffnet. Bei diesem Ereignis trat Sarah Bernhardt als Nymphe auf. Die erste Oper war die Uraufführung von Robert Planquettes Le Chevalier Gaston am 8. Februar 1879. Am 18. Februar 1893 erfolgte hier die szenische Uraufführung von Hector Berlioz’ „dramatischer Legende“ La damnation de Faust (nach Goethes Faust).
Im Jahr 1897 vergrößerte der Architekt Henri Schmit die Bühne und verbesserte die Sicht der Zuschauer. Im Jahr 1904 wurden die Wölbungen erhöht. Von 2001 bis 2005 wurde der Garnier-Bau renoviert. Während dieser Renovierung entdeckte man die 1960 entfernten Pilasterreliefs von Félix Chabaud wieder. Am 19. November 2005 erfolgte die Wiedereröffnung zur Inthronisation von Fürst Albert II. mit der Inszenierung von Gioachino Rossinis Reise nach Reims aus dem Jahr 1825.
Das Opernhaus wird von seiner Erbauerin, der Société des bains de mer (SBM), verwaltet.